# Tapas (site web)
Pour les articles homonymes, voir Tapas.
Tapas est un site web ainsi qu'une application de publication de webtoon et de roman en ligne. Elle fut tout d'abord connu sous le nom de Tapastic et à l'origine, Comic Panda. L'entreprise derrière le site web Tapas, aussi appelé Tapas Media, a été créée en 2012 par l'entrepreneur sud-coréen Chang Kim.
Le site indique qu'en février 2021, il hébergeait un peu plus de 60 000 m créateurs de séries en anglais (l'espagnol a été ajouté depuis). Les genres qu'on retrouve le plus sur Tapas sont, la plupart du temps, la romance et la fantasy, environ 63 % des créateurs sont des femmes. La majorité des utilisateurs sont aussi des femmes âgées de 18 à 24 ans. 80 % des œuvres qu'on trouve sur Tapas sont des bandes dessinées. Les 20 % restant étant des romans.
Le site fonctionne sur un modèle économique qualifié de freemium, les premiers épisodes de nombreuses séries seront disponibles gratuitement, mais celles-ci devront ensuite être achetées afin de pouvoir être continuées. En 2020, Tapas affirme que la totalité des utilisateurs dépensent en moyenne entre 50 000 et 70 000 dollars américains par jour pour ce service. Grâce à cela, le site rémunère les créateurs pour un total de 14 millions de dollars américains.

## Histoire
« Nous avons découvert que beaucoup de personnes utilisaient encore les publications imprimées et payaient de leur poche afin d' imprimer des bandes dessinées... Ou alors les gens créent leur propre site web, auquel cas il faut donc acquérir son public, penser à la version mobile, payer l'hébergement. Ça ne fonctionne pas vraiment. »

— Kim Chang
Basé à San Francisco, l'entrepreneur coréen Kim Chang fonde Tapas en 2012, initialement appelé Comic Panda. Le Wall Street Journal décrit Kim Chang comme étant un « entrepreneur en série » puisque autrefois, il gérait la stratégie du contenu mobile de Samsung. Il a aussi vendu sa société de blogs coréenne TNC à Google,et a travaillé pour eux sur le site Blogger,.
Kim Chang est un grand fan de webtoons depuis ses années universitaires. Il a eu l'idée d'une plateforme de publication accessible à tous après s'être demandé s'il existait un endroit unique en ligne pour lire tous les web comics dont il était fan. Il établit un parallèle avec YouTube, un site où on peut mettre en ligne du contenu vidéo et gagner de l'argent, et fait donc remarquer qu'un tel modèle d'hébergement de bandes dessinées avait déjà fait ses preuves en Corée du Sud. Le nom du site a ensuite été changé en « Tapastic ». Il base ce nom sur des snacks espagnols : les tapas, afin d'indiquer que le site offrait des divertissements par petites bouchées, ainsi que sur le mot « fantastic » (fantastique). En 2014, la société se déménage à Santa Clara, en Californie, aux États-Unis.
En 2015, l'entreprise amasse 3,4 millions de dollars américains de la part d'investisseurs américains et coréens, notamment la société internet sud-coréenne Daum Kakao mais aussi l'ancien responsable de la technologie chez Facebook, Adam D'Angelo. Cela comprend un investissement de série A de 2 millions de dollars américains que reçoit Tapastic en 2014 grâce à un partenariat avec Daum Communications. Grâce à ce partenariat, Tapastic espérait mettre la main sur des titres coréens connus afin de voir s'ils pouvaient rencontrer un nouveau public sur le marché américain, comme Like a Wolf (Comme un loup), l'un des web comics les plus populaires en Corée,.
En avril 2016, Tapas Media publie une nouvelle application mobile nommée « Tapas ». L'application est basée sur un modèle économique freemium. Selon Tapas Media, environ 10 à 20 % des séries sont soit offertes gratuitement (ou directement gratuites), soit déblocables comme récompenses pour l'inscription dans l'application - le reste des séries étant payantes. Le PDG, Kim Chang, a spécifiquement cité Candy Crush comme modèle pour l'application, notamment en ce qui concerne le modèle freemium mais aussi pour les 3 à 5 minutes d'engagement offertes. Il essaye donc d'imiter ce jeu avec la quantité de contenu dans chaque « micro chapitre ».
Le 17 avril 2017, l'entreprise annonce qu'elle change le nom de son site web en Tapas, modifiant le concept certaines parties de son site web à cette occasion. Tapas Media modifie alors ses conditions d'utilisation le même jour avec l'ajout d'une clause de « droit de premier refus » qui suscite la controverse parmi les utilisateurs du service. Selon cette clause, les utilisateurs qui souhaitent vendre les droits de séries hébergées sur Tapas doivent d'abord les proposer à Tapas Media, puis négocier avec la société « de bonne foi ». Les utilisateurs ne pouvaient donc vendre les droits à un tiers que si Tapas refusait d'acheter les droits ou si 30 jours s'écoulaient sans aucun accord. En mai 2017, Tapas publie une déclaration affirmant que le droit de premier refus ne vise « pas à vous retirer des droits ou à voler votre contenu. L'objectif étant de vous aider. » Tapas déclare donc que ce changement de conditions vise à empêcher les créateurs d'accepter de mauvaises affaires et ainsi leur permet d'utiliser les relations de Tapas afin « d'obtenir la meilleure affaire possible ». Cependant, Tapas supprime cette exigence de droit de premier refus le 18 mai 2017 en raison du mauvais accueil de la communauté ,.
Le 11 mai 2021, la société sud-coréenne Kakao Entertainment annonce qu'elle rachète Tapas Media pour 510 millions de dollars américains. L'acquisition est, en ce moment même[Quand ?] soumise à l'approbation du gouvernement.

## Contenu
Tapas a publié des bandes dessinées de plus de 6 000 créateurs en 2015, et de plus de 16 000 créateurs en 2016. En février 2021, Tapas indique qu'il héberge les travaux de plus de 61 000 créateurs. La plupart des œuvres appartiennent aux genres romantique et fantastique. Parmi les travaux qu'on trouve sur le site, 80% sont des bandes dessinées tandis que 20% sont des romans. Tapas contient également une section « Mature » sur son site web (non présent sur l'application), dédiée à un contenu explicite. Selon Tapas, 63% de ses créateurs de contenus sont des femmes.
Lors d'une interview, Chang Kim explique que son modèle économique, consistant à fournir quelques chapitres gratuits puis à exiger un paiement pour continuer, signifie que les œuvres qui accrochent immédiatement les lecteurs sont privilégiées. Il déclare : « Dans la presse écrite, les histoires peuvent avoir un développement assez lent, mais nos séries doivent accrocher les lecteurs dès le premier chapitre, car les gens décident rapidement si une histoire leur correspond ou non. » Tapas aide ainsi les créateurs à optimiser leur travail pour le public, notamment en arrangeant la forme des histoires afin de s'assurer qu'elles se lisent mieux sur téléphones. Le site web s'est formé une communauté interactive où les fans discutent des bandes dessinées et où certains créateurs demandent l'avis des fans.
Toutes les œuvres sur Tapas sont en anglais. Certaines des bandes dessinées du site sont traduites depuis d'autres langues. Tapastic propose aussi un service de traduction pour les créateurs coréens et français.
Dans une critique de 2016, Caitlin Rosberg de The A.V. Club déclare que « [l'] application mobile représente l'avenir du contenu de bande dessinée et que [Tapas] possède une courbe d'apprentissage abrupte mais rapide si vous lisez plutôt des bandes dessinées sur le site Web. »

## Modèle financier
Tapas fonctionne sur un modèle freemium. Certaines séries sur Tapas peuvent être lues gratuitement, tandis que d'autres fournissent les premiers numéros gratuitement puis exigent un paiement pour poursuivre la lecture,. L'application Tapas dispose d'une devise virtuelle appelée « Ink » (encre), que les utilisateurs peuvent acheter avec de l'argent ou gagner en effectuant certaines actions, comme regarder des publicités vidéo, par exemple. L'Ink peut être utilisée pour débloquer des épisodes d'une série et peut également directement être donnée aux créateurs. Tapas gagne de l'argent grâce à l'achat d'Ink mais aussi à la vente d'emplacements publicitaires et de marchandises. Elle peut également gagner de l'argent grâce à des contrats de licence des bandes dessinées Tapas afin de les diffuser à la télévision ou au cinéma. Par exemple, Tapas a annoncé un accord en décembre 2020 afin de publier la bande dessinée Magical Boy de The Kao (également appelé Vincent Kao) sous la forme d'un roman graphique chez Scholastic.
Les créateurs peuvent gagner de l'argent par le biais de différents moyens. Ceux dont l'œuvre compte au moins 100 abonnés gagnent environ 70 % des recettes publicitaires,,. Lorsque les utilisateurs paient pour accéder à un épisode ou une série, les créateurs reçoivent 50 % de ce paiement. Les créateurs peuvent également demander des dons ponctuels aux lecteurs s'ils ont au moins 250 abonnés,. Les créateurs restent propriétaires de leurs œuvres et peuvent également tirer profit de la vente de licences de leurs travaux pour des adaptations cinématographiques et télévisuelles.
Bien que Tapas ne rende pas ses données financières publiques, il a indiqué qu'en 2020, les utilisateurs dépensent en général entre 50 000 et 70 000 dollars américains au total chaque jour sur le service.
En 2015, le Wall Street Journal rapporte que certains artistes de Tapas gagnaient environ 800 dollars par mois sur le service. Après 2020, l'entreprise annonce qu'au cours de cette année, elle avait versé 14 millions de dollars aux créateurs.

## Part de marché
Selon Publishers Weekly en avril 2016, Tapas compte plus d'un million de lecteurs actifs, dont la plupart étaient originaires d'Amérique du Nord et dont 90 % avaient moins de 34 ans. En 2021, Elle déclare que la majorité des lecteurs sont des femmes âgées de 18 à 24 ans. Le PDG Chang Kim déclare que « leur intention n'était pas d'atteindre ce groupe démographique », mais que le fantastique et la romance sont les genres les plus performants et populaires auprès de ce groupe.
L'un des principaux concurrents de Tapas est l'application Webtoon de la plateforme Naver, qui a été lancé en 2014 en anglais. En 2015, les données compilées par Alexa Rankings et rapportées par le Wall Street Journal montrent que Line Webtoon est légèrement devant Tapastic en ce qui concerne le nombre total de visiteurs dans le monde, tandis que Tapastic est juste devant Webtoon aux États-Unis. En 2016, Publishers Weekly a qualifié Tapastic de « principale plateforme d'édition en ligne et de communauté pour les bandes dessinées. »